# Gassànides
Els gassànides (àrab: الغساسنة, al-Ġasāsina) foren un grup àrab cristià monofisita que va fundar i dirigir un regne preislàmic àrab al territori que avui és Jordània.
Els ghassan eren una branca de la tribu Azd o Banu Azd del grup tribal qahtanita (originaris del Iemen-Hadramaut) que van emigrar al final del segle iii a causa de la destrucció de la presa de Marib; de fet no eren un grup aïllat sinó una confederació de subtribus; van emigrar primer cap al centre de la península i es van establir finalment al limes amb els romans vers el 490 quan ja havien acceptat el cristianisme i el pagament d'un tribut. Inicialment van compatir aquesta posició amb els salíhides (Salih) però al segle vi aquests foren sotmesos pels gassànides vers el 503. Les seves relacions amb Constantinoble estaven regides per un tractat (foedus) pel que rebien uns subsidis i a canvi aportaven contingents militars a cavall. Els caps de les províncies sota el seu domini eren anomenats filarques amb grau de clarissimus. El cap suprem, un dels filarques, residia a Djabiya i era patrici i gloriosissimus, amb dret a corona reial. El centre del seu poder era l'antiga província de Palestina Tertia.
Foren vassalls de l'Imperi Romà d'Orient mentre un regne àrab rival, els làkhmides, dominaven al sud d'Iraq. També controlaven als beduïns de l'Hedjaz i a les tribus de jueus en aquest territori.
Al període de màxima extensió van dominar des del sud de Síria fins a Yàthrib, la moderna Medina. Al-Harith V ben Jabalah va participar en la guerra contra Pèrsia iniciada el 527, ja abans del seu inici de regnat i es va destacar en la batalla de Cal·linícon (531) i a la campanya siriana de Belisari (541). El 554 va atacar els làkhmides i els va derrotar en la batalla d'Halima, prop de Kinnasrin. Al-Mundhir III ben al-Harith (569-581) va derrotar els làkhmides a Ayn Ubagh (570) i va ocupar Hira que va incendiar. Al-Harith V ben Jabalah devia tenir un paper destacat en el moviment diplomàtic romà d'Orient a Axum en ajut dels cristians del Iemen perseguits per la monarquia himiarita. També va ser decisiu en la readopció del monofisisme després de ser perseguit per l'emperador Justí I (518-527) i el 540 amb suport de l'emperadriu Teodora, va aconseguir el nomenament de dos bisbes monofisites: Teodor i Jacob Baradeu (que va donar nom a l'església jacobita siriana); el monofisisme fou defensat per aquest rei i els seus successors.
La seva capital fou a Djabiya (Jabaliya) al Golan. Van defensar el territori dels atacs beduïns i perses, van construir edificis públics i van protegir les arts, especialment la poesia, en la qual els poetes Nabighah al-Dhubyani i Hassan ben Thabit van viure a la cort.
Al-Mundhir III ben al-Harith (569-581) fou arrestat i portat a Constantinoble per orde de Tiberi II, i el seu fill al-Numan VI ben al-Mundhir (582-583) va patir la mateix sort sota l'emperador Maurici. Després la invasió persa els va causar greus pèrdues marcant l'inici del final del regne gassànida. Es van recuperar sota Heracli.
L'hostilitat romana d'Orient contra el monofisisme va tenir els seus efectes. Dirigits per Jabalah VI ben al-Aiham van ser en la batalla del Yarmuk, el 636, quan dotze mil gassànides que no havien rebut la paga feia temps, es van passar als musulmans. El regne va desaparèixer poc després de la batalla (638). Una part dels gassànides es va establir a Anatòlia, però la major part va adoptar l'islam i es van barrejar amb els àrabs dominants; una minoria va restar a Síria com a cristians.
El nom Gassan (Ghassan o Ghasan) és utilitzat pels àrabs i vol dir ‘força’.

## Reis gassànides
1. Jafna (I) ibn Amr 220-265
2. Amr (I) ibn Jafna 265-270
3. Thalaba ibn Amr 270-287
4. al-Hàrith (I) ibn Thalaba 287-307
5. Jàbala (I) ibn al-Hàrith (I) 307-317
6. al-Hàrith (II) ibn Jàbala (I) 317-327
7. al-Múndhir (I) ibn al-Hàrith (II) el Vell 327-330 amb
8. al-Àiham ibn al-Hàrith (II) 327-330 i
9. al-Múndhir (II) ibn al-Hàrith (II) el Jove 327-340 i
10. an-Numan (I) ibn al-Hàrith (II) 327-342 i
11. Amr (II) ibn al-Hàrith (II) 330-356
12. Jàbala (II) ibn al-Hàrith (II) 327-361
13. Jafna (II) ibn al-Múndhir (I) 361-391 amb
14. an-Numan (II) ibn al-Múndhir (I) 361-362
15. an-Numan (III) ibn Amr ibn al-Múndhir (I) 391-418
16. Jàbala (III) ibn an-Numan 418-434
17. an-Numan (IV) ibn al-Àiham 434-455 amb
18. al-Hàrith (III) ibn al-Àiham 434-456 i
19. an-Numan (V) ibn al-Hàrith 434-453
20. al-Múndhir (II) ibn an-Numan 453-472 amb
21. Amr (III) ibn an-Numan 453-486 i
22. Hijr ibn an-Numan 453-465
23. al-Hàrith (IV) ibn Hijr 486-512
24. Jàbala (IV) ibn al-Hàrith 512-529
25. al-Hàrith (V) ibn Jàbala, conegut com a Aretes V 529-569
26. Al-Mundhir III ibn al-Harith 569-581 amb
27. Abu-Kírab an-Numan ibn al-Hàrith 570-582
28. an-Numan VI ibn al-Múndhir 582-583
29. al-Hàrith (VI) ibn al-Hàrith 583
30. an-Numan (VII) ibn al-Hàrith 583-?
31. al-Àiham ibn Jàbala ?-614
32. al-Múndhir (IV) ibn Jàbala 614-?
33. Xaràhil ibn Jàbala ?-618
34. Amr (IV) ibn Jàbala 618-628
35. Jàbala (V) ibn al-Hàrith 628-632
36. Jàbala (VI) ibn al-Àiham 632-638